# Gliom
Gliom är en tumör som liknar gliaceller i centrala nervsystemet, och kan vara godartad (benign) eller elakartad (malign). Det är den vanligaste hjärntumören hos vuxna. De kan vidare definieras som astrocytom, oligodendrogliom och glioastrocytom, samt efter deras malignitet som exempelvis glioblastom. När hjärntumörer har dödlig utgång, är det vanligen gliom, som utgör 80% av de elakartade hjärntumörerna.
Benämningar som oligodendrogliom, oligoastrocytom, eller astrocytom anger vilken celltyp gliomet liknar. Dock finns också sentida teorier att gliomen uppkommer genom förändringar i stamceller och liknande celler, i nervsystemet. Den senare teorin är kontroversiell men vinner allt större acceptans. Tidigare förelåg konsensus om att astrocyter är cellursprung till gliomen.
Glioblastom är en mycket aggressiv tumörtyp som bland annat leder till nekros. Den indelas i primär typ och sekundär typ. Den primära typen, som vanligen drabbar äldre, bryter ut snabbt och utan föregående konstaterade lågmaligna tumörer. Sekundär typ bryter oftast ut före 45 års ålder från mera godartade tumörer och har ett långsammare förlopp. Båda typerna har vanligen mutationer i generna för tumörprotein 53, PTEN, och epidermala tillväxtfaktorns receptor. De maligna gliomen påverkar immunsystemet.